# Dying Light
Dying Light je survival horor z roku 2015, který vyvinula společnost Techland a vydala společnost Warner Bros. Interactive Entertainment. 

## Synopse
Příběh hry sleduje tajného agenta Kyla Cranea, který je vyslán infiltrovat karanténní zónu ve fiktivním městě na Blízkém východě zvaném Harran.

## Hratelnost
Hra obsahuje nepřáteli zamořené město v otevřeném světě s cyklem dne a noci, v němž jsou zombie přes den pomalé a nemotorné a v noci extrémně agresivní a nebezpečné. Hratelnost je zaměřena na boj se zbraněmi a parkour. Umožňuje hráčům zvolit si boj nebo útěk, když se setkají s nebezpečím. Hra obsahuje režim pro více hráčů.

## Vývoj a vydání
Vývoj hry začal na začátku roku 2012 poté, co tým dokončil vývoj hry Dead Island. Parkourový systém hry klade důraz na přirozený pohyb. Kvůli jeho implementaci musel Techland opustit většinu příběhových prvků. Na vytvoření příběhu spolupracoval tým scenáristů s Danem Jolleym. Příběh byl inspirován knihami Srdce temnoty a Mor. Hra byla oznámena v květnu 2013 a vyšla v lednu 2015 pro Linux, PlayStation 4, Windows a Xbox One. Hra byla plánována i pro PlayStation 3 a Xbox 360, ale tyto verze byly zrušeny kvůli hardwarovým omezením.
Ke hře následně vyšlo i DLC Dying Light: The Following. V únoru 2022 vyšlo pokračování série Dying Light 2.